# Otolemur
Otolemur — рід лоріподібних приматів родини галагових (Galagidae). Містить 3 види.

## Поширення
Представники роду трапляються в прибережних регіонах Східної Африки, починаючи від річки Джуба в Сомалі, через Мозамбік і Танзанію до північних частин ПАР і на захід до Анголи. Здебільшого вони живуть у лісах, але також у лісистих луках і навіть міських парках.

## Види
- Otolemur crassicaudatus
- Otolemur garnettii
- Otolemur monteiri